# Exército da Aliança Democrática Nacional de Myanmar

Bandeira do grupo

Exército Nacional da Aliança Democrática de Mianmar (birmanês:  မြန်မာအမျိုးသား ဒီမိုကရက်တစ် မဟာမိတ်တပ်မတော်), também conhecido como Exército da Aliança Democrática das Nacionalidades de Mianmar e Exército de Kokang, é um grupo insurgente de inspiração comunista da região de Kokang, Mianmar (Birmânia).  O exército existe desde 1989, tendo sido o primeiro a assinar um cessar-fogo com o governo birmanês que durou cerca de duas décadas.

## História
O exército foi formado em 12 de março de 1989, depois que o líder local do Partido Comunista da Birmânia (PCB), Pheung Kya-shin (também escrito Peng Jia Sheng ou Phone Kyar Shin), insatisfeito com os comunistas, separou-se e formou o Exército Nacional da Aliança Democrática de Mianmar. Junto com seu irmão, Peng Jiafu, basearam a nova unidade em Kokang. A força do exército é entre mil e quinhentos e dois mil homens.
Os rebeldes logo se tornaram o primeiro grupo a concordar com um cessar-fogo com as tropas do governo. Assim, o governo birmanês refere-se à região de Kokang, controlada pelo grupo, como "Região Especial do Estado de Shan #1", indicando que o grupo foi o primeiro na área do Estado de Shan a assinar um acordo de cessar-fogo. Após o acordo, a área passou por uma explosão econômica, com o grupo e as tropas regionais das Forças Armadas de Mianmar (Tatmadaw) beneficiando financeiramente do aumento das colheitas de ópio e do refino de heroína. A área também produz metanfetamina. O EADNM e outros grupos paramilitares controlam as áreas de cultivo, tornando-o um alvo fácil para o tráfico de drogas e grupos de crime organizado. O Peace Myanmar Group é usado para lavar e reinvestir os lucros do comércio de drogas do grupo na economia legal.

### Incidente de Kokang de 2009
Em agosto de 2009, o Exército da Aliança Democrática Nacional de Mianmar se envolveu em um violento conflito com as forças armadas de Myanamar. Este foi o maior surto de conflitos entre os exércitos étnicos e as tropas do governo desde a assinatura do cessar-fogo, vinte anos antes.
Como resultado do conflito, o grupo perdeu o controle da área e cerca de trinta mil refugiados fugiram para a província de Yunnan, na vizinha China.

### Ofensiva de 2015
Em 9 de fevereiro de 2015, o grupo tentou retomar a Zona Autônoma de Kokang, que estava sob seu controle até 2009, e entrou em choque com as forças do governo birmanês em Laukkai. Os confrontos deixaram um total de 47 soldados do governo mortos e 73 feridos. Após vários meses de conflitos ferozes, os insurgentes de Kokang não conseguiram retomar a área. Após o incidente, o governo da China foi acusado de dar assistência militar aos soldados étnicos Kokang.

### Confrontos de 2017
Em 6 de março de 2017, os insurgentes do grupo atacaram postos policiais e militares em Laukkai, resultando na morte de trinta pessoas.